# Bernhard Hackenberg
Bernhard Hackenberg (* 21. Juli 1896 in Hüsten; † 10. Mai 1985 in Bonn) war Oberbürgermeister der Stadt Gladbeck.

## Leben
Bernhard Hackenberg begann sein Studium der Rechtswissenschaften, nachdem er von März 1916 bis November 1918 am Ersten Weltkrieg teilgenommen hatte. Nach Ablegung der beiden juristischen Staatsprüfungen und der Beschäftigung als Gerichtsassessor beim Amtsgericht Neheim wurde er zum 5. Januar 1925 Magistratsassessor in Herne. Es folgte am 26. April 1927 die Wahl zum Beigeordneten der Stadt Soest und schließlich die Amtseinführung am 15. Oktober 1932 als Oberbürgermeister der Stadt Gladbeck. Er war für zwölf Jahre gewählt worden, blieb aber nach den Bestimmungen der Verordnung über die Verlängerung der Amtszeit der Zeitbeamten weiter im Amt, und zwar bis zur Besetzung der Stadt am 29. März 1945 durch Alliierte Truppen.
Hackenberg war zunächst Mitglied des Zentrum und von 1933 an Mitglied der SS im Rang eines SS-Untersturmführers und führte den SS-Sturm 10/19. Am 20. Februar 1937 beantragte er die Aufnahme in die NSDAP und wurde zum 1. Mai desselben Jahres aufgenommen (Mitgliedsnummer 4.441.252).
Hackenberg war Oberstführer des Deutschen Roten Kreuzes und Kreisführer der DRK-Kreisstelle Gladbeck.